# Hora extraordinaria
Las horas extraordinarias, o, abreviadamente, horas extras, son las cantidades de tiempo adicionales que un trabajador realiza sobre su jornada de trabajo, que normalmente suele ser una jornada de ocho horas. El término es también usado para el pago recibido por las horas extras trabajadas.

## Hora extraordinaria y hora complementaria
Se diferencia entre la hora extraordinaria y la hora complementaria. Si las primeras son tiempo de trabajo fuera de la jornada laboral, la hora complementaria es aquella que realiza fuera de su horario alguien que esté contratado a tiempo parcial, aunque dentro de la jornada completa.

## Legislación

### En España
En España el número máximo de horas extra que se pueden realizar al año es de 80. Además, salvo que estén pactadas en convenio o en contrato de trabajo, la realización de las mismas será siempre voluntaria.
La regulación laboral en España impide que los trabajadores a tiempo parcial realicen horas extraordinarias, excepto por causas de fuerza mayor.

## Cálculo del pago de las horas extras
El pago de las horas extras trabajadas es de una proporción mayor al de las horas de la jornada normal ya que son una extensión del tiempo máximo que el trabajador debería trabajar durante la semana.
En España el cálculo de las horas extra trabajadas se realiza añadiendo un recargo del 75% al valor de la hora ordinaria.
En algunos estados de Estados Unidos se paga un 50 % extra por cada hora trabajada. En Japón se paga un 25 % más cuando por las horas extras trabajadas en horario normal, 50 % por horas extras trabajadas entre 10 y 5 de la mañana o sino en cuerpomatico que es lo que hoy en día se reflejan en las empresas.

## Fraudes laborales con las horas extra
El sindicato CNT subraya que en España en la actualidad las horas extra ni son pactadas, ni se contabilizan y en más de la mitad de las ocasiones ni siquiera son pagadas. Durante el año 2020 se dejaron sin pagar aproximadamente la mitad de las horas extra realizadas. Esto constituye fraude laboral, amparado en la precariedad y en los bajos salarios, según los sindicatos.

## Oposición a las horas extraordinarias
Algunos sindicatos, como CNT, se han opuesto a lo largo de la historia a la realización de las horas extra. A su juicio, son un factor que genera desempleo, pues se realiza una gran carga de trabajo con el mínimo personal posible y en muchos casos sin remunerar. Esto supone que en épocas de gran demanda algunas empresas encuentren un gran margen de beneficio gracias al trabajo no pagado. Además, suponen una merma del tiempo libre. Este sindicato se opone a las horas extra al tiempo que exige mejores salarios. A su juicio, ambas cosas deben ir de la mano para que el aumento del coste de la vida no obligue a los trabajadores a realizar horas extra para cubrir sus gastos mínimos. A esto se le añade una perspectiva de género, pues, en sus propias palabras, se trataría de «trabajar menos para trabajar todos y para que no solo las mujeres trabajen en casa».